# Myopias mandibularis
Myopias mandibularis (лат.) — вид муравьёв рода Myopias (Formicidae) из подсемейства понерины (Ponerinae).

## Распространение
Юго-Восточная Азия, Индонезия (Суматра) и Таиланд.

## Описание
Среднего размера муравьи (около 0,6 см) коричневого цвета.
Отличается следующими признаками: глаза у рабочих сравнительно крупные, размеры тела средние для своего рода (общая длина тела рабочих TL от 6,24 до 6,30 мм, ширина головы HW от 1,09 до 1,16 мм, самки крупнее, их длина до 7,5 мм), жевательный край мандибул с 5 зубцами, тело частично гладкое и блестящее с пунктурами-ямками, особенно крупными на груди, петиоле и первом тергите брюшка.
Усики 12-члениковые. Мандибулы узкие и длинные, с клипеусом не соприкасаются, когда закрыты. Глаза самок расположены в передней боковой половине головы. Жвалы прикрепляются в переднебоковых частях передней поверхности головы. Медиальный клипеальный выступ прямой. Стебелёк между грудкой и брюшком состоит из одного членика (узловидного петиолюса) с округлой верхней частью. Брюшко с сильной перетяжкой на IV сегменте. Коготки задних ног простые, без зубцов на их внутренней поверхности. Голени задних ног с двумя шпорами (одной крупной гребневидной и другой простой и мелкой). Жало развито. Вид был впервые описан в 1924 году под первоначальным названием Trapeziopelta mandibularis Crawley, 1924, а его валидный статус подтверждён в ходе ревизии, проведённой в 2018 году таиландскими мирмекологами.